# Lill-Brännvattnet
Lill-Brännvattnet är en sjö i Krokoms kommun i Jämtland och ingår i Indalsälvens huvudavrinningsområde. Sjön har en area på 0,228 kvadratkilometer och ligger 496,1 meter över havet. Sjön avvattnas av vattendraget Skärvångsån (Djupvattsån).

## Delavrinningsområde
Lill-Brännvattnet ingår i det delavrinningsområde (707878-142371) som SMHI kallar för Utloppet av Lill-Brännvattnet. Medelhöjden är 500 meter över havet och ytan är 0,69 kvadratkilometer. Räknas de 2 avrinningsområdena uppströms in blir den ackumulerade arean 22,59 kvadratkilometer. Skärvångsån (Djupvattsån) som avvattnar avrinningsområdet har biflödesordning 3, vilket innebär att vattnet flödar genom totalt 3 vattendrag innan det når havet efter 304 kilometer. Avrinningsområdet består mestadels av skog (38 procent) och sankmarker (29 procent). Avrinningsområdet har 0,23 kvadratkilometer vattenytor vilket ger det en sjöprocent på 33 procent.